# Esqui estilo livre nos Jogos Olímpicos de Inverno de 2006
As competições de esqui estilo livre nos Jogos Olímpicos de Inverno de 2006 foram disputadas entre 16 e 17 de fevereiro em Turim, na Itália. O esqui estilo livre é dividido em quatro eventos. As competições foram realizados em Sauze d'Oulx.

## Calendário
| Fevereiro          | 10 | 11 | 12 | 13 | 14 | 15 | 16 | 17 | 18 | 19 | 20 | 21 | 22 | 23 | 24 | 25 | 26 |
| ------------------ | -- | -- | -- | -- | -- | -- | -- | -- | -- | -- | -- | -- | -- | -- | -- | -- | -- |
| Esqui estilo livre |    | 1  |    |    |    | 1  |    |    |    |    |    |    | 1  | 1  |    |    |    |

|  | Dia de competição |  | Dia de final |  | Exibição de gala |

## Eventos
- Moguls feminino
- Aerials feminino
- Moguls masculino
- Aerials masculino

## Medalhistas
Masculino
| Evento           | Ouro                          | Prata                             | Bronze                         |
| ---------------- | ----------------------------- | --------------------------------- | ------------------------------ |
| Moguls detalhes  | Dale Begg-Smith AUS Austrália | Mikko Ronkainen FIN Finlândia     | Toby Dawson USA Estados Unidos |
| Aerials detalhes | Han Xiaopeng CHN China        | Dmitri Dashinski BLR Bielorrússia | Vladimir Lebedev RUS Rússia    |

Feminino
| Evento           | Ouro                     | Prata                 | Bronze                      |
| ---------------- | ------------------------ | --------------------- | --------------------------- |
| Moguls detalhes  | Jennifer Heil CAN Canadá | Kari Traa NOR Noruega | Sandra Laoura FRA França    |
| Aerials detalhes | Evelyne Leu SUI Suíça    | Li Nina CHN China     | Alisa Camplin AUS Austrália |

## Quadro de medalhas
| Ordem | País               | Medalha de ouro | Medalha de prata | Medalha de bronze |    | Ordem por total |
| ----- | ------------------ | --------------- | ---------------- | ----------------- | -- | --------------- |
| 1     | CHN China          | 1               | 1                |                   | 2  | 1               |
| 2     | AUS Austrália      | 1               |                  | 1                 | 2  | 1               |
| 3     | CAN Canadá         | 1               |                  |                   | 1  | 3               |
| 3     | SUI Suíça          | 1               |                  |                   | 1  | 3               |
| 5     | BLR Bielorrússia   |                 | 1                |                   | 1  | 3               |
| 5     | FIN Finlândia      |                 | 1                |                   | 1  | 3               |
| 5     | NOR Noruega        |                 | 1                |                   | 1  | 3               |
| 8     | USA Estados Unidos |                 |                  | 1                 | 1  | 3               |
| 8     | FRA França         |                 |                  | 1                 | 1  | 3               |
| 8     | RUS Rússia         |                 |                  | 1                 | 1  | 3               |
| TOTAL | TOTAL              | 4               | 4                | 4                 | 12 | —               |